# La signora senza camelie
La signora senza camelie és una pel·lícula dramàtica en blanc i negre italiana del 1953 dirigida per Michelangelo Antonioni i protagonitzada per Lucia Bosè, Gino Cervi, i Andrea Checchi. Basada en una història d'Antonioni, la pel·lícula tracta sobre una nova estrella que es descobreix i les seves experiències en pel·lícules italianes. La pel·lícula s'ha anomenat "el llargmetratge de ficció més injustament abandonat d'Antonioni." Filmat en locació a Roma i Venècia, La signora senza camelie fou estrenada el 27 de febrer de 1953 a Itàlia.

## Argument
Una jove dependenta anomenada Clara Manni (Lucia Bosè) és seleccionada pel director de cinema Gianni Franchi (Andrea Checchi) per a la seva nova pel·lícula, Dona sense destí. Quan les projeccions de prova revelen que el públic està enamorat de Clara, però menys entusiasmat amb la pel·lícula en si, el productor Ercole (Gino Cervi) veu l'oportunitat d'aprofitar la presència ben formada de la seva actriu i condimentar una mica la pel·lícula, amb menys atenció als detalls i mostres de passió més obertes. La Clara es veu compromesa quan es casa amb Gianni, que es posa gelós pel màrqueting provocatiu de la seva pel·lícula, i afirma categòricament que no vol que s'impliqui més amb ella. Accepta de mala gana, i després de demanar-li un vehicle més seriós, emprenen una nova versió del descoratjador judici de Joana d'Arc, amb Gianni a la cadira del director. La pel·lícula és denostada quan s'estrena al Festival de Cinema de Venècia, i amb la seva reputació destrossada, Clara es veu obligada a avaluar el seu matrimoni i la carrera en què s'ha embarcat.

## Repartiment
- Lucia Bosè com a Clara Manni
- Gino Cervi com a Ercole
- Andrea Checchi com a Gianni Franchi
- Ivan Desny com a Nardo Rusconi
- Monica Clay com a Simonetta
- Alain Cuny com a Lodi
- Gisella Sofio com a amiga de Simonetta
- Anna Carena com a mare de la Clara
- Enrico Glori com a director[4]

## Producció
Els decorats de la pel·lícula van ser dissenyats pel director d'art Gianni Polidori. Es va fer als Estudis Cinecittà, que també apareixen com a escenari de la pel·lícula, amb exteriors a Roma i Venècia.

## Crítica
La signora senza camelie s'ha considerat el punt d'inflexió en l'evolució de la narrativa cinematogràfica a Itàlia, des del cinema neorealista i, per tant, de la crítica social on Vittorio de Sica i Cesare Zavattini van destacar amb Umberto D, amb les mateixos inicis dels anys 1950, a l'aprofundiment de la crisi de sentiments, que caracteritzarà el cinema d'Antonioni en els propers anys.

## Llançament
La pel·lícula es va estrenar en Blu-ray i DVD el 21 de març de 2011 al Regne Unit.